# Kurabagatti, Parasgad
Kurabagatti là một làng thuộc tehsil Parasgad, huyện Belgaum, bang Karnataka, Ấn Độ.